# Геноцид над Јерменима
Геноцид над Јерменима (јерм. Հայոց ցեղասպանություն, тур. Ermeni soykırımı), у јерменској историографији познат и као Велики злочин (јерм. Մեծ Եղեռն), представља систематско и континуирано етничко чишћење, протеривање и масовна убиства извршена над припадницима јерменског народа на подручју Османског царства током Првог светског рата, извршена по налогу тадашњих османских власти. Иако су османске власти спроводиле континуирану политику прогона и депортација јерменског становништва, нарочито на подручју Мале Азије, од 1894. па све до 1923, највећи обим протеривања и убистава десио се током 1915. године. Према разним проценама, у овом злочину је убијено између 800.000 и 1.500.000 припадника јерменског народа са подручја Османске империје, а паралелно са прогонима Јермена османске власти вршиле су и прогоне над другим хришћанским народима, попут Асираца и понтских Грка. Потомци протераних Јермена из Османског царства данас представљају основу савремене јерменске дијаспоре разасуте широм света.
Брутални прогони Јермена и других хришћанских народа на подручју Османског царства започели су крајем 19. века у време владавине султана Абдул Хамида II, а кулминирали су након Младотурске револуције 1908. и доласка Младотурака (тур. Jön Türkler) на власт у земљи. Као главни налогодавци и извршиоци геноцида над Јерменима током 1915. означени су истакнути припадници младотурске националистичке партије Мехмед Талат-паша, Енвер Исмаил-паша и Ахмед Џемал-паша, те вођа специјалне војничке јединице Тешкилат-и махсуса (тур. Teşkilât-ı Mahsusa) Бахаедин Шакир.
Дана 24. маја 1915. Уједињено Краљевство, Француска и Русија усвојиле су текст заједничке декларације којим су по први пут у правној пракси директно оптужили једну државу за злочин против човечности почињен према припадницима јерменске заједнице у тадашњој Турској. Међународна асоцијација за проучавање злочина геноцида означила је у јуну 1997. масовна убиства и прогоне јерменског становништва у Турској током Првог светског рата као геноцид.
Амерички адвокат Рафаел Лемкин који је 1943. конструисао термин геноцид као најтежи облик масовних злочина у својим тезама наводио је злочине над Јерменима у Турској као примере организованих убистава и протеривања са циљем да се једна заједница потпуно уклони са одређеног подручја. На тај начин је Геноцид над Јерменима означен као први „модерни злочин геноцида” у 20. веку, и после Холокауста у Другом светском рату, други је по броју студијских радова злочин геноцида у историји.
Закључно са крајем 2019. године, укупно 31 држава света је признала масовна убиства Јермена као геноцид, укључујући између осталих Русију, Француску, Немачку, Канаду, Италију, Сједињене Државе и Ватикан, односно Савет Европе (злочин званично означен као геноцид 14. маја 2001. године). Турска Република као правни наследник Османске империје негира злочин геноцида и означава масовне злочине против Јермена у том периоду као Јерменски масакр (тур. Ermeni Kırımı) настао услед превирања током рата у тој земљи. Поред Турске, једина држава која негира геноцид над Јерменима је Азербејџан.
Централни меморијални комплекс посвећен жртвама Геноцида над Јерменима Цицернакаберд (јерм. Ծիծեռնակաբերդ) подигнут је 1967. године у Јеревану, а у оквиру комплекса 1995. је отворен и Меморијални музеј и институт за проучавање Јерменског геноцида (јерм. Հայոց ցեղասպանության թանգարան-ինստիտուտ). Дан 24. април се у Јерменији, Арцаху и међу јерменском дијаспором обележава као Дан сећања на жртве геноцида над Јерменима.

## Историјска позадина
Јерменски етнос формиран је током VI века пре нове ере на подручју око језера Ван и планине Арарат, на истоку данашње Турске и Јерменије у географској области познатој као Јерменска висораван. Прва јединствена јерменска држава формирана је током другог века пре нове ере, у време владавине цара Артаксија I који је ујединио бројна јерменска племена у јединствену државу познату као Јерменско краљевство или Велика Јерменија. Античка јерменска краљевина свој врхунац је доживела током 80-их година пре нове ере, за време владавине Тиграна Великог, и у том периоду простирала се од Средоземног мора и Палестине на западу и Еуфрата на југу, све до Каспијског језера на истоку. Године 301. Јерменија је постала прва држава у свету која је хришћанство прогласила за званичну државну религију. Јерменско писмо званично је састављено 405. године од стране просветитеља Месропа Маштоца, а у првој половини V века на јерменски језик је преведена и Библија. У каснијим вековима хришћанство и јединствено писмо чинили су важан кохезиони елемент који је на окупу држао јерменски народ након пропасти националне државе, а посебно је на том пољу био значајан утицај Јерменске апостолске цркве.
Године 428. Јерменска краљевина је престала да постоји, а њена територија је подељена на западни део који је припао Византији, и источни део који је био под управом сасанидске Персије. Средином VII века највећи део јерменског етничког простора долази под власт Арапа, а државна независност обновљена је тек током 860-их година под вођством принца Ашота I из династије Багратуни. Средњовековно јерменско краљевство постојало је до 1045. године када су византијске трупе заузеле тадашњу престоницу град Ани (грч. Ανί, лат. Abnicum). Књаз Рубен I је 1080. године на обалама Средоземног мора основао независну Киликијску Јерменију, државу чији владар Левон I 1198. добија титулу краља. Киликијска Јерменија постојала је све до 1375. и мамелучких освајања на том простору. Током XV и XVI века цели етнички простор јерменског народа долази под власт исламског Османског царства.

## Положај хришћана у Османском царству и отварање Јерменског питања
Подручје средњовековне јерменске државе готово у целости је пало под османску власт током XV и XVI века. Највећи део јерменске хришћанске популације османског царства насељавао је источне делове царства, подручје источне Анадолије, односно територију која је била позната и као Западна Јерменија. Јермени су на том подручју уживали одређен степен верске аутономије и политички су били организовани у оквиру Јерменског милета којим је управљао Константинопољски патријархат Јерменске апостолске цркве. Значајан број Јермена живео је и у западним деловима царства, а посебно у Константинопољу. Око 70% Јермена унутар Османског царства живело је у сеоским подручјима у унутрашњости земље, углавном у тешком сиромаштву, а иако је држава свим својим грађанима гарантовала одређене слободе, Јермени као и сви остали хришћански народи сматрани су грађанима другог реда и од стране муслиманских народа погрдно су називани ђавурима или неверницима. Према Османским статистичким подацима из 1878, на подручју царства је живело око 3 милиона припадника јерменске мањине, од чега око 400.000 у Константинопољу и на Балкану, око 600.000 у Малој Азији и Киликији, 670.000 у централној Анадолији и око Кајсерија, и највише у подручју Западне Јерменије, са око 1.300.000 етничких Јермена. Док су Јермени који су живели у Константинопољу имали одређене бенефиције и бавили се углавном трговином, њихови сународници на истоку земље су вековима били честе мете напада и изнуда суседних муслиманских народа, нарочито Курда, Турака и Черкеза. хришћани и Јевреји нису могли да сведоче на суђењима против муслимана, уколико је постојала вероватноћа да припадник муслиманске заједнице буде осуђен за неко кривично дело, нису смели да носе оружје и путују јашући на камилама и коњима. Хришћанске куће нису смеле бити више од суседних муслиманских, а верски живот је био значајно ограничен, звоњава црквених звона је била строго забрањена, а градња нових хришћанских богомоља у градовима потпуно онемогућена.
О положају Јермена и других хришћана у руралним пределима Османског царства — британски антрополог Вилијам Ремзи — писао је крајем 1890-их следеће:
Уколико желимо да схватимо шта је неконтролисана турска власт чинила према Јерменима и Грцима, ми морамо да се осврнемо на прошлост. Истина је да није било верских прогона, али владао је неизрецив презир... Били су им попут паса и свиња; њихова хришћанска природа значила је и пљување по њима, служили су као теписи за брисање блата са ципела само ако би се њихова сенка издигла изнад једног правог Турчина. Замислите векове ропства, векове увреда и презира, векове у којима ништа што је било јерменско, ни имање, живот, породица, ништа није било свето и безбедно — хировито и ничим неизазвано насиље према њима је било уобичајено — а супротстављање том насиљу значило је смрт!
Средином XIX века у европској јавности почиње да се посвећује већа пажња проблемима са којима се суочава хришћанска мањина унутар Османског царства, а водеће земље тог времена — Уједињено Краљевство, Француска и Русија — врше притисак на Порту на спровођењу реформи које би резултирале побољшањем животних услова мањинских заједница. Османска влада под притиском споља доноси сет Танзиматских реформи чије провођење је требало да унапреди статус мањинских заједница у царству. Како је већинском муслиманском становништву била неприхватљива помисао да хришћанска мањина буде једнака њима, већина предложених реформи никада није спроведена у дело. Лош положај хришћанских мањина резултирао је крајем 1870-их година бројним побунама Грка, Срба, Бугара и других хришћанских народа и јачањем њихових тежњи за обнављањем властите независности. За разлику од осталих хришћанских народа унутар царства који су у то време имали доста организован политички живот, политичка и интелектуална сцена османских Јермена тек почиње да се буди, па отуда и пасивност и привидна лојалност јерменске мањине према централним властима (иако су били у далеко најтежем положају). Османске власти у том периоду јерменску заједницу означавају као лојални милет (тур. millet-i sadika).
Велика источна криза започета устанком у Херцеговини (1875) поново је довела до руско-турског рата (1877—1878) и укључивања великих сила у тај сукоб. Рат који је окончан убедљивом победом Русије резултирао је значајним територијалним губицима на истоку Османског царства, а на иницијативу тадашњег константинопољског патријарха Нерсеса II Русија је од Порте током мировних преговора тражила и висок степен аутономије за преостала јерменска подручја у царству и самим тим покретање Јерменског питања. Санстефанским миром Порта се између осталог обавезала да ће спровести реформе на јерменским подручјима. На Берлинском конгресу 1878. године јерменски представници су безуспешно покушавали да од великих сила издејствују широк степен аутономије на својим подручјима на истоку Турске. На предлог Уједињеног Краљевства поништен је члан 16 Санстефанског мира којим је Русија требало да буде гарант спровођења реформи на јерменским подручјима.
Последица Берлинског конгреса био је значајан губитак територија на штету Османске империје, а велики број турских избеглица, мухаџира, са изгубљених подручја масовно је пресељаван на подручје Мале Азије. Долазак муџахира на подручје Анадолије додатно је погоршао ионако лош положај јерменске заједнице. Јерменски интелектуалци у дијаспори почињу да се интензивније окупљају око идеје о коначном ослобођењу од турске власти и ка стварању независне јерменске државе. Године 1882. на подручју Ерзурумске области основана је једна од првих јерменских организација чији основни циљ је била самоодбрана од све учесталијих напада суседних курдских племена и избеглих муџахира. Три године касније, 1885. основана је и прва јерменска политичка партија Арменакан (јерм. Արմենական Կուսակցութիւն) која се залагала за самоопредељење и употребу оружја у остваривању тог циља. Партија Арменакан је деловала на подручју око језера Ван. Социјалдемократска партија Гнчакјан основана 1887. залагала се за потпуно ослобођење целе историјске Јерменије и оснивање јединствене државе социјалдемократског карактера. Последња је основана Јерменска револуционарна федерација Дашнакцјутун (јерм. Հայ Յեղափոխական Դաշնակցութիւն, основана 1890. године).

### Хамидијски масакри (1894—1896)
Аутократски султан Абдул Хамид II који долази на власт 1876. одбија да спроведе обавезе које је Турска преузела потписивањем Берлинског уговора 1878. године уз образложење да Јермени не чине већину становништва ни у једној од провинција на истоку земље, те да су оптужбе за пљачке и убиства према њима извршена од стране Османлија фалсификовани и преувеличани. Уместо реформи Абдул Хамид оснива паравојну формацију Хамидије која је деловала под директном управом султана, а чинили су је муслимански курдски плаћеници који су од султана добили „одрешене руке за завођење реда међу побуњеним јерменским поданицима на истоку земље”. Високи порези које је Порта наметала хришћанском делу становништва доводили су до честих побуна локалног становништва. Власт је те побуне користила као изговоре за коначни обрачун са Јерменима широм земље. На масовне протесте јерменског становништва у области око Сасуна 1894. Порта је одговорила слањем одреда Хамидија и дошло је до сукоба у којима је страдало најмање 3.000 особа. Амбасаде Француске, Русије и Британије су предложиле формирање комисије која би истражила догађаје у Сасуну, али је Порта одбила сваки вид страног уплитања.
Током септембра 1895. припадници јерменске заједнице организовали су протесте у Истанбулу на којима су захтевали спровођење реформи и престанак терора. Дошло је до сукоба са полицијом у којима је побијено на десетине демонстраната, а више стотина је повређено. Уследила су масовна хапшења и убиства, не само у Истанбулу, већ широм земље. У Трабзону су локалне милиције 8. октобра живе спалиле око 1.000 јерменских грађана, а слични масакри дешавали су се и у осталим градовима на истоку земље, у Дијарбакиру, Битлису, Ерзуруму, Харпуту, Сивасу и Вану. Фрустрирана равнодушношћу европских сила над злочинима против јерменског становништва почињеним на тлу Османског царства, група од 28 наоружаних револуционара из Јерменске револуционарне федерације упала је 26. августа 1896. у седиште Османске банке у истанбулској Галати и узела за таоце особље банке. Нападачи су држали банку под опсадом 14 сати, а напустили су је након што им је тадашњи директор Едгар Венсан обећао личну заштиту. Током наредна два дана османске власти су у наводним потрагама за нападачима на банку, у рацијама широм Истанбула побиле више од 6.000 Јермена. Инцидент је наишао на велики одјек у европским и америчким новинама у којима је султан Абдул Хамид описиван као „крвави султан”, „проклети Абдул” и „велики касапин”. Иако сам султан Абдул Хамид никада није директно доведен у везу са масакрима, извесно је да су паравојне јединице Хамидија које је сам основао имале његову прећутну сагласност за своје акције.
Тачан број убијених Јермена у погромима који су се десили између 1894. и 1896, а у историографији остали упамћени као Хамидијски масакри, никада није прецизно утврђен, али према већини извора креће се између 100.000 и 300.000 убијених. Немачки министар спољних послова Ернс Јах изнео је податке о 200.000 убијених и више од 50.000 протераних Јермена, док су француске дипломате износили бројке од око 250.000 убијених. Према подацима немачког лутеранског мисионара Јоханеса Лепсијуса који је у време масакра служио у Турској, 88.243 особе су убијене, а више 546.000 је рањено, 2.493 јерменских градова и села је уништено, оскрнављено је и уништено 649 православних цркава и манастира, 328 цркава је претворено у џамије, а у ислам је колективно преобрађено 649 православних села.

## Младотурска револуција и наставак погрома над Јерменима
Апсолутистичка владавина султана Абдула Хамида довела је до свеопштег незадовољства у земљи, а кулминирала Младотурском револуцијом и државним ударом од 24. августа 1908. којим је султан скинут са власти и протеран у Солун. Младотурци су се залагали за оживљавање устава из 1876. и уједињење различитих нација које живе на територији Османског царства у једну јединствену нацију уједињену у оквиру централизоване парламентарне државе која би била фактор који повезује различите нације (пантуркизам). Младотурска идеја о једнакости свих грађана унутар Царства наишла је на подршку јерменских политичких партија, а нове власти су признале Јерменима право на њихов етнички животни простор. Донети су нови закони који су уједно означили крај доминације муслимана над осталим верским групама у земљи, али је истовремено изражавана подршка досељавању мухаџира из некадашњих делова царства, а нарочито се потицало њихово насељавање у подручјима у којима су већинску популацију чинили хришћани.
Присталице свргнутог султана су у пролеће 1909. године покушале да изврше контраудар и поврате традиционалну власт. Како су јерменске политичке партије свесрдно помагале Младотурску револуцију, Јермени су се поново нашли на удару националистичких и клерикалистичких фракција, а протест против нових револуционарних власти претворио се у свеопшту хајку на Јермене и друге хришћане широм земље. У априлу 1909. у граду Адани и на целом подручју историјске регије Киликје долази до масовних погрома против Јермена у којима је према проценама страдало између 20.000 и 30.000 Јермена, и око 1.300 Асираца. Регуларна османска војска која је требало да уведе ред и смири нереде, према бројним изворима, активно је учествовала у убијањима и пљачкањима јерменске популације широм Аданског вилајета.
Турска 1912. доживљава потпуни пораз у Првом балканском рату и губи чак 85% својих територија на европском тлу. Велики број муслиманских избеглица напушта подручја Грчке, Србије, Црне Горе и Бугарске и повлачи се ка централној Анадолији. Према проценама статистичара из тог периода, у централну Анадолију се у том периоду доселило више од 850.000 мухаџира са Балкана, који су, револтирани губицима, свој бес усмеравали ка хришћанским Јерменима, и према тврдњама историчара Танера Акџама одиграли кључну улогу у Геноциду над Јерменима који је уследио. Током Првог балканског рата значајан део Јермена са подручја Османског царства и даље је био лојалан османским властима, а око 8.000 јерменских добровољаца играло је значајну улогу у турској војсци у борбама на Балкану. С друге стране, гнчакисти и дашници су активно заузимали антиосманску позицију, а у Тбилисију је основан и одред добровољаца за борбу против Турака.

## Први светски рат и Геноцид над Јерменима
Младотурска револуција из 1908. донела је значајне промене у друштвеном систему Османске империје. Ранија политичка стајалишта заснована на идејама политичког исламизма, панисламизма и османизма замењују идеје пантурцизма, идеологије базиране на једнакости свих туркофоних народа невезано за подручје на којем живе. Један од најважнијих идејних твораца пантуркизма у младотурском покрету био је песник и социолог Зија Гокалп (1876—1924), на чијим идејама о јединству свих туркијских народа Турска улази у Први светски рат. Идеологија која је из политичког и цивилног живота искључивала готово све оне који нису имали турско порекло није наишла на одобравање међу мањински хришћанским народима тадашње Турске, иако су многи од њих сматрали пантуркизам мањим злом од политичког исламизма. У наредним годинама идеологија пантурцизма постала је примарним видом политичког деловања Младотурака.
Нова турска власт је у свеопштем рату који је захватио европски континент средином 1914. видела идеалну прилику за остваривање својих циљева у стварању великотурске државе која би укључивала у своје границе сва подручја на којима живе припадници туркофоних народа. С тим у вези турска влада 2. августа 1914. потписује тајни споразум са Немачком, а званично ступа у рат на страни централних сила 30. октобра исте године. Примарни циљ је било ширење државне територије на истоку и стварање коридора којим би се преко Кавказа повезали са туркофоним подручјима на тлу Руске Империје. Јермени чији се животни простор налазио управо између Турске са једне и Русије са друге стране први су се нашли на удару.
Одмах по потписивању споразума са Немачком, турска власт је започела са присилним одузимањем имовине и добара (реквизиција) углавном од хришћанског становништва. Улазак Турске у рат у домаћој јавности је окарактерисан као „свети рат са племенитим циљем”. Турска већ крајем године отвара фронтове на Кавказу, код Галипоља и у правцу Персије.
Пре ступања у рат турске власти су настојале да придобију јерменске политичке партије за своје циљеве, и то не само на тлу царства, већ и на подручју руског Закавказја. С тим у вези је председник новоосноване османске специјалне организације Тешкилат-и махсуса Бахаедин Шакир присуствовао VIII. светском конгресу Јерменске револуционарне федерације у Ерзуруму (одржан од краја јула до 2. августа) на којем је од јерменских политичких партија тражио подршку за рат против Русије. Јерменима је обећано стварање јединствене аутономне области на подручју Закавказја, али под турском управом. Како су са друге стране и руске власти Јерменима обећале висок степен аутономије, јерменски представници су одлучили да Јермени морају да остану лојални својим владама, у зависности од подручја на којем живе. На тај начин јерменски политички представници су покушали да без обзира на исход рата за себе изнађу најбоље могуће решење.
Незадовољна исходом са Конгреса из Ерзурума, Османска влада је 16. децембра 1914. повукла „Јерменски сет реформских закона” којима је била гарантована висока аутономија за Јермене на истоку Турске.
- Масовна вешања јерменских лекара у Алепу 1916.
- Јермени депортовани ка Сиријској пустињи
- Јерменска мајка крај мртвог детета негде у сиријској пустињи (период између 1915. и 1919)

Свега неколико сати после потписивања тајног споразума са Немачком, на целој територији Османског царства је проглашена свеопшта мобилизација војно способног становништва. Прво су мобилисани сви војно способни мушкарци старости од 20 до 45 година, а потом и они старосне доби 18—20 и 45—60 година који су у почетку служили као логистичка подршка. Већ у децембру 1914. турска војска предвођена Енвер-пашом започиње опсежна војна дејства на источним границама са циљем да окружи руску Кавкаску армију и поврати територије изгубљене у Руско-турском рату 1877—1878. Међутим, у бици код Сарикамиша (вођена од 24. децембра до 17. јануара) турска војска је доживела тежак пораз, а по повратку у Истанбул Енвер-паша је као кључни разлог пораза навео јерменски колаборационизам са Русима. Дана 25. фебруара 1915. Енвер-паша, који је у то време обављао функцију министра рата, доноси „Директиву 8682” о повећању сигурности и мерама опреза у свим војним јединицама — да би се избегле потенцијалне колаборације са непријатељима. У складу са том директивом Генералштабу је наложено да изврши потпуну демилитаризацију свих етничких Јермена који су служили у османској армији, а оружје се одузимало и од хришћанског цивилног становништва. Директивом је чак и јерменска црква директно оптужена за сарадњу са непријатељима и за одавање државних тајни Русима. Демилитаризовани јерменски војници пребачени су у радне логоре и радничке логистичке батаљоне. Разоружавањем јерменских војника унутар османске армије спречен је сваки вид отпора јерменског становништва током депортација које су уследиле током исте године. Разоружавања су пратила пљачке и убиства, те је у периоду од новембра 1914. до априла 1915. спаљено и опљачкано између 4 и 5 хиљада јерменских села на истоку земље, а убијено је око 27.000 особа, углавном цивила.

…решили смо се више од три четвртине свих Јермена и њих готово више и да нема у Вану, Битлису и Ерзуруму. Данас је мржња између Јермена и Турака тако изражена да је наша обавеза да то решимо. Јер уколико то не урадимо може доћи до одмазде и освете.

— министар унутрашњих послова Талат-паша америчком амбасадору Хенрију Моргенту
Тадашњи амерички амбасадор у Турској Хенри Моргент у свом извештају те догађаје је описао као увод у потпуно уништење јерменског народа, док је Талат-паша те догађаје означио као „чин самоодбране и спречавање дестабилизације земље”.

### Опсада Вана
Након пораза у бици код Сарикамиша јерменски град Ван постаје центар од стратешког интереса, како за османску државу тако и за Русију. Јерменска револуционарна федерација је, увидевши опасност од насилних прогона, током целе 1914. тајно деловала у граду и његове становнике снабдевала оружјем за самоодбрану. Након што су се јерменски добровољци под командом генерала Андраника Озанијана борили на страни Руса приликом дејстава код Сараја (19. новембар 1914), османске власти су од становника града тражиле да изруче јерменске дезертере, а такође су прекинуте и све телеграфске и телефонске везе с градом. Тадашњи управник вилајета Ван Џевдет-бег је под директном командом на том подручју имао одред курдских и черкеских група које су због своје суровости често називане „кољачким батаљоном”. Џевдет-бег је 19. априла 1915. од јерменских лидера захтевао обавезну регрутацију најмање 4.000 војно способних мушкараца из града, и под кринком поштовања тадашњег османског закона о обавезној регрутацији настојао да елиминише потенцијалне одбрамбене јединице града, и на тај начин без отпора заузме град Ван. Масовна убиства која су започела неколико недеља раније ескалирала су тог 19. априла када је у граду Ерџишу током само једног дана побијено више од 2,5 хиљада Јермена. Већ наредног дана османска војска је започела опсаду Вана у чијој јерменској четврти је на свега једном квадратном километру у том периоду живело око 30.000 сталних становника јерменске националности и још око 15.000 јерменских избеглица из околних подручја. Османским јединицама у граду се супротставило свега око 1.500 војника наоружаних са 1.000 пиштоља и око 300 пушака. Опсада је трајала све до 23. маја када је одред руске војске под командом генерала Јуденича ушао у град. Према проценама у том периоду су на подручју ванског вилајета османске трупе побиле и масакрирале најмање 55.000 Јермена.

### Црвена недеља
Османски министар унутрашњих послова Талат-паша издао је 24. априла 1915. наредбу о хапшењима и депортацијама свих јерменских интелектуалаца са подручја Истанбула, са циљем да се обесхрабре будућа револуционарна деловања јерменске и осталих хришћанских мањина на истоку земље. Хапшења су започела увече истог дана, и већ у ноћи са 24. на 25. април ухапшено је између 235 и 270 најистакнутијих јерменских лидера са подручја Истанбула (хапшени су свештеници, новинари, правници, лекари, професори).  Акције хапшења у Истанбулу директно је предводио начелник градске полиције Бедри-бег. Разлике у броју ухапшених варирају вероватно због чињенице да су неки од ухапшених имали иста, или слична имена. У другом таласу хапшења приведено је између 500 и 600 особа. Истог дана дошло је и до масовних хапшења у Искендеруну и Адани. Након што су ухапшени идентификовани даље су депортовани у логоре у унутрашњости земље. Према статистичким подацима ухапшено је и депортовано у логоре укупно 2.345 припадника јерменске интелектуалне заједнице, а највећи део њих је у логорима и убијен.
Дан када су започела ова хапшења од 1919. се обележава као дан сећања на жртве Геноцида над Јерменима. У јерменској историографији овај догађај је упамћен као „Црвена недеља” (јерм. Կարմիր կիրակի /Гармир гираги/)

### Техџирски закон, масовне депортације и масовне егзекуције Јермена
У мају 1915. Мехмед Талат-паша упутио је захтев кабинету Великог везира Саида Халима-паше захтев за доношење привременог закона којим би се легализовале депортације и присилна премештања свих оних који се сматрају потенцијалном опасношћу за државу, а што би довело до „онемогућавања побуна и злочина Јермена над Турцима на бројним подручјима широм земље”. У свом захтеву Талат-паша се посебно осврнуо на догађаје у Вану који су се одиграли месец дана раније, а у којима је према османским статистикама страдало око 150.000 Турака.
Иако се закон о присилним депортацијама првобитно односио само на погранична подручја уз границу са Русијом, његове одредбе су убрзо почеле да се примењују на територији целог Царства. „Привремени закон о депортацијама” или „Техџирски закон” (тур. Tehcir Kanunu; Sevk ve İskân Kanunu)  усвојен је у турском парламенту 27. маја 1915, на снагу је ступио већ 1. јуна (Техџирски закон званично је престао да важи 8. фебруара 1916. године) и њиме су озакоњене присилне депортације и премештања свих оних који су се сматрали потенцијалним претњама за државу. Према плану депортација, укупан број јерменског становништва није смео да прелази удео од 10% у локалном становништву и то је био „једини валидан начин” да се спрече сукоби са већинским муслиманским живљем.
Усвајање Техџирског закона којим су легализоване присилне депортације, конфискација имовине и масовна убиства оних који су пружали отпор, наишло је на бројне осуде широм света, а иако су тадашњи турски савезници званично благо реаговали на све то занимљиво је да се у већини аустријских и немачких историјских докумената из тог периода налазе детаљни описи убистава и протеривања настали од стране очевидаца који су им присуствовали. Амерички председник Теодор Рузвелт је касније турске злочине над Јерменима окарактерисао као „највећи и најстрашнији злочин који се десио током рата”. У америчком Њујорк тајмсу на дневном нивоу су излазиле детаљне вести о масовним злочинима Турака над јерменским становништвом уз свакодневне констатације да је реч о систематским и организованим погромима које спроводе највиши државни органи.
Швајцарски историчар Ханс Лукас Кајзер (специјалиста за османску и турску историју) закључио је на основу докумената које је потписивао Талат-паша да су код тадашњих турских власти постојале јасне и недвосмислене геноцидне намере усмерене према хришћанском становништву у тој земљи. Немачки историчар турског порекла Танер Акџам је на основу документације изнео тврдњу да је главни координатор у геноцидним акцијама над Јерменима био управо Талат-паша.

... Трабзонским муслиманима је било запрећено чак и смрћу уколико би покушали да заштите Јермене. Неки од званичника су одвајали децу која су наводно требало преко америчког конзулата у Трабзону да буду евакуисана из земље. Одрасли јерменски мушкарци су одвајани од породица уз образложење да треба да учествују у радним акцијама, док су жене и деца депортоване у правцу Мосула где им је наводно обезбеђена адекватна заштита. Потом су мушкарце изводили ван града где су извођена масовна стрељања у унапред ископаним јамама. Напади разбојника („башибозука”) на колоне жена и деце били су добро организовани и били су праћени пљачкањем, силовањима и убиствима. Војници који су пратили колоне избеглица имали су стриктне наредбе да се не мешају у нападе „башибозука”. Деца која су одабрана да преко америчког конзулата буду наводно спашена и евакуисана из земље послата су у колонама у Сивас где су на бродовима побијена хладним оружјем, а затим су њихова тела стрпана у вреће које су бацане у море. Неколико дана касније тела неких од њих су пронађена уз обале Трабзона. У јулу 1915. наређено ми је (Саиду Ахмеду) да пратим последњу колону Јермена из Трабзона у ком се налазило 120 мушкараца, 400 жена и 700 деце. На почетку су из колоне одвојени сви мушкарци који су нешто касније побијени. Дуж пута налазиле су се на хиљаде беживотних тела побијених Јермена. Неколико група „башибозука” је током пута покушавало да из колоне издвоји жене и децу али им нисам допустио да то учине. Уз пут смо оставили око двестотинак деце у муслиманским породицама које су изразиле жељу да се брину о њима. У Кемаху ми је наређено да пратимо Јермене кроз пустињу све дотле док сви не помру. Ту нам се прикључила колона Јермена из Ерзурума коју је пратио шеф жандармерије Мухамед-ефендија. Ефендија ми је причао како је једна група коју је пратио транспортована до обала Еуфрата где је одвојена од остатка колоне и пуштена на милост и немилост локалних разбојника. Вишеструка јавна силовања и убиства младих девојака била су редовна појава. У силовањима и убиствима учествовали су и највиши трабзонски чиновници. Главни иницијатори убистава били су Бахаедин Шакир у Ерзуруму, Наил-бег у Трабзону, а у Кемаху бројни угледни људи из Ерзинџана. Главни штаб „башибозука” налазио се у Кемаху...

— Османски чиновник Саид Ахмед описује процедуре присилног пресељења Јермена из Трабзона
Главну улогу у погромима над Јерменима имала је организација Тешкилат-и махсуса чије седиште се налазило у Ерзуруму и у чијем саставу се налазило око 34.000 наоружаних људи; већину од њих чинили су разбојници и криминалци башибозуци. Сама организација налазила се под директном командом Талат-паше. Чланови ове организације били су познати по великим зверствима и стравичним злочинима, а о њиховој суровости најбоље сведочи изјава Вехиб-паше, тадашњег команданта османске треће армије, који је чланове ове групе назвао „касапима људске врсте”.
Дана 18. априла недалеко од Ерзурума одржан је велики антијерменски митинг чији учесници су Јермене јавно оптужили за издају и антидржавно деловање, а свима онима који би им помагали запрећено је да ће делити њихову судбину. Током наредних неколико недеља Јермени из ерзурумске области постали су мета бројних муслиманских напада, а средином маја десио се велики погром у Хинису у којем је побијено око 19.000 јерменских становника. Јермени из околних села у области депортовани су у логор у Ерзуруму где је већина њих помрла од глади, жеђи и исцрпљености, док су они који су преживели бачени у реку са високих клисура у Кемаху. У кањону Кемаха је у периоду јун—јул 1915. побијено око 65.000 ерзурумских Јермена, а преживели су депортовани у пустиње у смеру Алепа и Мосула. У Ерзуруму је након тог погрома преостало свега стотињак Јермена који су присилно радили на важним војним објектима. Исту судбину доживели су и Јермени из Ерзинџана и Бајбурта. Током јуна и јула 1915. у санџаку Муш побијено је око 140.000 Јермена, што је чинило готово целокупну јерменску популацију санџака, а етнички су очишћена 234 села и града у којима је живело јерменско становништво. Етничко чишћење самог града извршено је непосредно након погрома над јерменским становништвом у околним селима.
Жене и деца из града Ордуа на северној црноморској обали укрцани су на барже под изговором да ће бити транспортовани у Самсун, да би потом барже испловиле ка отвореном мору где су сви једноставно бачени у воду. Током суђења за ратне злочине 1919. начелних трабзонске полиције је изјавио да је лично бирао најлепше јерменске девојке које је потом слао у Истанбул као поклоне лидерима Итихада. Јединица Џевдет-бега, позната као „кољачки батаљон” (тур. kesab taburi), у потпуности је „очистила” јужне делове тадашње Западне Јерменије од јерменског живља. Џевдетове трупе су окружиле град Битлис и тражили су новац од локалног јерменског становништва у замену за слободу. Након плаћеног откупа сво јерменско становништво је ипак похапшено, мушкарци су побијени на лицу места, младе девојке су продате у робље, док су преостали Јермени депортовани на југ где су подављени у Тигру. У Битлису је побијено око 15.000 Јермена, а сва њихова имовина је прешла у посед локалних турских и курдских мухаџира. Истовремено је побијено и све јерменско становништво које је живело по селима у околини Битлиса.
Након Битлиса, батаљони Џевдет-бега кренули су ка северозападу према граду Муш, где је након мајских турско-курдских напада на Јермене владало привремено примирје. Одмах по уласку у град сви јерменски мушкарци су побијени бајунетама, док су жене и деца скупљени у штале које су потом забрављене и запаљене. Након тога уследили су напади на Јермене у округу Сасун где је локално становништво пружило слабији оружани отпор. У градовима који су се налазили на обалама Црног мора егзекуције хришћанског становништва вршиле су се углавном на пучини, а живи људи су просто бацани у море. У граду Харпуту за један дан побијено је око 13.000 људи, а међу њима су били и студенти и наставници Еуфратског колеџа који су основали амерички мисионари. Иста судбина је задесила и Јермене из Мерзифона, града у ком је деловао амерички протестантски Анадолијски колеџ, и у ком је побијено око 12.000 људи. Иако је председник колеџа посредством америчког амбасадора успео да издејствује сигурну евакуацију за студенте и наставно особље колеџа, локалне власти наредиле су депортацију у пустињу свих ученика и наставника где су и побијени. Протерани су и побијени и сви Јермени из Анкаре (већином римокатолици). Градови Битлис и Ерзурум су на послетку етнички у потпуности очишћени, не само од јерменског становништва, већ од хришћанског становништва невезано за етничку припадност. Министарство унутрашњих послова је 9. јуна 1915. издало захтев локалним ерзурумским властима да се по хитном поступку распрода сва имовина јерменског становништва за које је евидентно да се неће моћи вратити у област.

На путу од Палуа до Тигранакерта били смо мете сталних напада и много људи је убијено. Није било ни воде ни хране. Моја мајка је имала нешто мало хлеба у торби и то нам је давала у залогајима с времена на време. Пешачили смо свакодневно током 10 до 15 дана. На ногама више нико није имао ципела. На крају смо стигли до Тигранакерта. Ту смо се окупали у реци, наквасили мало сувог хлеба што смо имали и напокон јели. Међу људима се раширила гласина да гувернер тражи за себе лепу и младу дванаестогодишњу девојчицу... Војска је дошла ноћу у логор да пронађе девојчицу. Пронашли су је, одузели је од мајке која је ридала и обећали јој да ће да је врате убрзо. Ујутру су девојчицу вратили мајци и спустили је на њена колена. Девојчица је била полумртва и била је у ужасном стању. Њена мајка је гласно плакала, а девојчица је на крају умрла. Друге жене су ископале раку у коју су сахранили ту девојчицу. Моја мајка је на једном камену који се ту налазио написала Овде почива Шушан.

— Исповести Такуија Левонјана (р. 1900) који је преживео геноцид
Још гору судбину доживели су Јермени који су живели на подручју Киликије. Након масовних хапшења колоне људи су упућиване у пустињска подручја у унутрашњости; било је строго забрањено хранити заробљенике, а локалне муслиманске паравојне формације сачињене од турских, курдских и черкеских јединица имале су сву слободу да раде са заробљеницима шта су хтели. Због свега тога на коначна сабирна места у пустињи живо је стизало свега око 20% оних који су кренули у те колоне. Јерменски заробљеници из западних провинција су релативно сигурно стизали до коначног одредишта, града Деир ез Зор у Сиријској пустињи где су убрзо или побијени или помрли од глади. Током лета 1915. подручје депортација се проширило и на територије савремене Сирије, а према неким подацима само у логорима у околини Деир ез Зора побијено је од стране локалних парамилиција преко 150.000 Јермена како би се спречило гомилање већег броја Јермена на једном месту.
Један од директних доказа убистава су и изјаве четири висока османска функционера арапског порекла, који су током рата пребегли у Русију. Тако је генерал Саид Ахмед Мухтар ел Баџа који је током 1915. боравио у Трабзону, изјавио британском дипломати Марку Сајксу да су се убиства дешавала по наређењу највиших органа власти и да су војници имали одобрење да без упозорења пуцају на све „дезертере”. Реч „дезертер” се користила као шифра за Јермена.
Убиства јерменских грађана праћена су невиђеним варварством и пљачкама. Према сведочењу трговца Мехмеда Алија, Асент Мустафа и трабзонски валија Џемал Азми присвојили су себи драгоцености вредности између 300.000 и 400.000 тадашњих златних османских фунта (што је у том периоду износило око 1,5 милиона америчких долара). Амерички конзул у Алепу је у извештају својој влади написао да је очито да у Турској постоји систематски план пљачке хришћанске, превасходно јерменске имовине. Конзул у Трабзону је писао да Турци упадају у јерменске куће и од тамо односе све што се однети може. До краја лета 1915, за свега пар месеци, побијена је велика већина предратне јерменске популације Османског царства, а масовни антијерменски погроми у централној и западној Анадолији настављени су и након августа 1915. године.
Један од метода који су систематски спроводили османске власти у елиминацијама јерменског становништва по мањим селима било је спаљивање живих људи. Ејтан Белкинд, који је као агент јеврејске шпијунске мреже Нили успешно инфилтриран у главни штаб Кемал-паше, сведочио је на каснијим суђењима како је присуствовао затварању, а потом и спаљивању најмање 5.000 јерменских затвореника. Поручник Османске армије Хасан Маруф сведочио је у више наврата како су османски војници становништво мањих села убијали тако што би их све скупили у једну већу грађевину, обично шталу, коју би потом забравили и запалили. На суђењу у Трабзону Маруф је изјавио да су надлежни наређивали спаљивање затвореника јер је то био „најефикаснији и најчистији начин да се реши проблем великог броја људи на малом терену”. Поједини турски војници које су заробиле руске снаге касније су изјављивали да се на подручјима где су спаљивани људи данима након злочина осећао мирис спаљеног људског меса. Историчар Вахан Дадријан је дошао до података да је спаљивањем побијено око 80.000 Јермена из око 90 села са подручја Мушког платоа.
Један од начина егзекуција у приобалним подручјима на обалама Црног мора у околини Трабзона било је утапање. Такав вид егзекуције османски војници су спроводили углавном над женама и децом. Затвореници би били укрцани на бродове који би се потом отиснули на отворено море далеко од копна, а потом би живе људе једноставно бацали са палуба у море. Дадријан сматра да је на овај начин у Трабзонском санџаку побијено око 50.000 јерменских жена и деце. Овакав вид убистава касније је потврђен и на суђењима за ратне злочине. У унутрашњости жртве су често утапане у рекама у које су бацане са високих литица. Тако је код Ерзинџана река Еуфрат због бројних нагомиланих лешева у кориту променила свој ток за неколико стотина метара, а Дадријан наводи да су се сличне егзекуције дешавале и на Тигру и његовим мањим притокама.
- Јерменски избеглички логор у Сирији
- Колоне јерменских депортираца на путу ка Сиријској пустињи
- Деца жртве Јерменског геноцида
- Масовна гробница јерменских жртава из Ерзинџана

Последњи велики масакр над јерменским становништвом током Првог светског рата десио се током септембра 1918. у Бакуу када је Кавкаска исламска армија Енвер-паше уз подршку локалних Азерских јединица упала у град и за свега неколико дана масакрирала између 10.000 и 30.000 његових јерменских житеља.

### Концентрациони логори
... Они који су успели да преживе те трагичне маршеве смрти по доласку на коначно одредиште остављани су на огромним логорима на отвореном, а најстрашнији од њих је био логор Деир ез-Зор где су људи умирали од глади и жеђи и били непрестано излагани најстрашнијим садизмима од стране својих чувара. Тек мали број затвореника је успео да побегне из логора превасходно захваљујући пријатељски настројеним Арапима из околних села на северу Сирије...

Људи који су преживели маршеве смрти на крају су депортовани у један од 25 концентрационих логора који су оснивани по налогу османских власти и који су служили као коначна одредишта депортованих људи. Ови логори су се налазили углавном у подручју које данас одговара граничном појасу између савремене Турске, Сирије и Ирака, а за управника логора постављен је Шукру Каја, у то време један од најближих сарадника Талат-паше. Логори су се међусобно разликовали по својој намени. Неки од њих имали су улогу привремених сабирних центара док су други, попут логора Раџо, Катма и Азаз кориштени као масовне гробнице и углавном су напуштани до јесени 1915. године. Концентрациони логори попут логора Лале, Тефриџе, Дипси, Дел-ел и Раш ел-Ајн наменски су отварани за особе за које је било евидентно да су на самрти. Према проценама само током 1916. у логору Раш ел-Ајн умрло је преко 80.000 затвореника. Животни услови затвореника у логорима су били нељудски, а турске војне власти су строго браниле достављање хране и пића затвореницима, чиме се екстремно повећавала стопа смртности.
Према извештају немачког конзула у Алепу, само у масовним гробницама у околини града Маскана покопано је више од 60.000 особа, док је број оних који су умрли од глади и исцрпљености у околним пустињским подручјима, а чија тела нико није сахрањивао, било немогуће утврдити. Конзул Розлер је такође у свом извештају помињао и како су турски војници затвореницима често бацали коњски измет као храну.
Један од највећих логора смрти налазио се у граду Деир ез-Зор у самом средишту Сиријске пустиње. Људи који су допремани у логор држани су на отвореном, под ведрим небом, и нису имали никаквих извора хране и воде. Тачан број особа које су прошле кроз логор је немогуће утврдити, баш као и број оних који су помрли од глади и од болести. Према неким документима извесно је да је најмање око 150.000 људи побијено у самом логору и у његовој околини, док се укупан број страдалих у овом логору процењује на између 300.000 и 500.000 особа.

### Силовања као део тортуре над јерменским женама и девојчицама
Силовања јерменских жена и девојчица била су уобичајена појава, како током депортација, тако и самим логорима. Старост жртава силовања кретала се од девојчица до старица у осамдесетим годинама, а посебно су била раширена силовања девојчица у најранијој животној доби. Према изјавама сведока силовања су се најчешће спроводила у јавности и пред очима породица жртава. Малолетне девојчице које би током силовања доживеле теже повреде и на тај начин биле спречене да наставе пут ка логорима обично би биле стрељање на лицу места. Силовања би обично уследила након одвајања мушкараца из група, а потом би следила и масовна стрељања жртава силовања.
Према историчару Танеру Акџаму, проституција под изнудом, силовања и други видови сексуалног насиља били су раширени на целом подручју, а начелници војних јединица су својим војницима дозвољавали сваки вид иживљавања над заробљеницима без опасности од казне. Поједини чланови немачке војске који су били стационирани у Дер ез-Зору чак су учествовали у отварању бордела где су заробљене јерменске девојке присиљаване на проституцију. Јерменске девојке су често продаване као робље на јавним аукцијама у Дамаску; продавци су углавном били војници или високи званичници који су управљали одговарајућим логорима и као пратња ишли уз колоне депортираца. Немачки конзул у Мосулу је написао да су се јерменске жене продавале по јако ниским ценама и да је максимална могућа за једну јерменску жену износила не више од 5 пјастри.
Карен Јепе која је у то време радила у Алепу као хуманитарни радник Друштва народа изјавила је током 1926. да је од неколико хиљада жена и девојчица са којима је у том периоду разговарала сама једна од њих потврдила да није била жртва силовања. Немачки конзул у Алепу Розлер такође је у својим извештајима помињао масовна силовања, а посебно је помињао оне девојке и жене које су физички биле привлачније, а које су „по правилу” биле силоване од стране 10 до 15 мушкараца истовремено и које би након силовања биле једноставно остављене да умру (многе од њих су умрле и током самог тог чина).

### Медицински експерименти над заробљеницима
Турски званичници су оправдања за потпуно уништење јерменског етноса тражили у генетици. „Јермени су сматрати нижом врстом која се ни по којим законима биологије не може изједначавати са муслиманском популацијом.” Бројни турски научници су их означавали као „смртоносно опасне микробе”. Главни пропагатор такве расне сегрегације био је доктор Мехмед Решид који је у време геноцида обављао функцију валије Дијарбакирског санџака. Према изјавама очевидаца Решид је у неколико наврата лично учествовао у мучењима заробљеника; наређивао је да се поједини затвореници поткивају јер „нема разлике између Јермена и коња” те да се распињу на крсту.
Лоша хигијена и недостатак адекватних лекова довели су до бројних епидемија у редовима турске војске због којих је смртно страдао сваки десети војник. По налогу званичног лекара Треће армије Тевфика Саглама у централној болници у Ерзинџану радило се на производњи вакцине против пегавог тифуса, а јерменски кадети, војници и заробљеници коришћени су као огледни кунићи над којима се испробавало дејство нове вакцине. Експерименте је непосредно предводио професор медицинске школе из Истанбула Хамди Суат Акнар који је пацијентима убризгавао крв заражену тифусом. Доктор Акнар који је касније умро у душевној болници у савременој Турској се сматра оснивачем модерне турске бактериологије, а његова кућа у Истанбулу је претворена у спомен музеј. Акнарове експерименте над заробљеницима одобрио је и главни санитарни инспектор Османских оружаних снага Сулејман Нуман. Експерименти су код бројних немачких и турских лекара који су им присуствовали због великог варварства наилазили на јавне осуде. Тако је доктор Џемал Хајдар у писму Министру унутрашњих послова 1918. те експерименте окарактерисао као варварски чин и научни злочин. Према Хајдаровим изјавама у овим експериментима смртно је страдало на стотине јерменских затвореника.
Турски лекари су спроводећи разне медицинске експерименте побили на десетине хиљада јерменске деце којима су убризгаване смртоносне дозе морфијума или других токсичних материја. Овакав вид егзекуција углавном се одвијао по школама и болницама уз образложење да је реч о обавезним вакцинацијама. Људи су неретко убијани и у парним купатилима у која су се потом пуштале смеше токсичних гасова. Код жртава медицинских експеримената лекари су као званичне узроке смрти наводили болести, а лешеви су се из болница односили у тајности и сахрањивали на непознатим локацијама. Тадашњи начелних здравствене службе доктор Тевфик Рушту Арас током шест месеци био је директно задужен за транспортовање и сахрањивање тих лешева који су закопавани у дубоким јамама и прекривани дебелим слојевима живог креча.

### Конфискације јерменске имовине
Дана 16. маја 1915. године, османске власти су донеле тајну директиву под насловом „Административно упутство о покретној и непокретној имовини коју су депортовани Јермени напустили услед последица рата и неуобичајених политичких околности”. Након званичног усвајања директиве формиране су посебне комисије — „Комисија за напуштену имовину” (тур. Emvâl-i Metrûke İdare Komisyonları) и „Комисија за конфискацију” (тур. Tasfiye Komisyonu) — чији су задаци били прикупљање детаљних података и процена вредности „напуштене јерменске имовине”, а све зарад њене евентуалне заштите од узурпација. До јануара 1916. деловале су 33 такве комисије широм државе. Након присилног одласка депортованих лица први приоритет је била продаја стоке и робе која се сматрала лако кварљивом, продаје је требало да се обављају путем јавних аукција, а сав новац који је добијен на тим аукцијама наводно је требало да се чува на сигурном месту и да се на крају врати власницима. Након што би комисије прикупиле одговарајућу документацију о некретнинама по директиви су на подручја са којих су протерани Јермени насељавани припадници мухаџира (муслиманске избеглице углавном са Балкана из периода Балканских ратова). Након насељавања на том подручју нови власници су морали да пријаве сву имовину која им је додељена, док су се пољопривредне површине попут винограда и маслињака делиле на равноправном нивоу невезано за то коме су ти поседи припадали раније. Предмети и грађевине који нису били потребни новим власницима продавани су на јавним аукцијама. Насељавање муслиманских избеглица на некадашњим јерменским поседима био је јасан сигнал турских власти да никакво враћање имовине у будућности онима који су преживели депортације не долази у обзир.
Већ 29. маја 1915. усвојен је Техџирски закон којим су легализовани масовни прогони Јермена, али је истим законом забрањено да сви они који су били предмет депортација располажу својом имовином, па је самим тим њима било онемогућено и да је евентуално продају. Уместо тога, сви депортирци су имали обавезу да локалним властима предају детаљне власничке листове своје имовине:
Напустите сву вашу имовину, оставите свој намештај, ваше кревете и ваше драгоцености. Затворите своје радње и трговине и оставите све у њима. Ваша имовина ће бити запечаћена специјалним државним печатима. Када се вратите на своју земљу сва ваша имовина ће вам бити враћена. Не продајите своју имовину и своје драгоцености. И куповина и продаја исте сматраће се илегалним чином. Свој новац положите у наше банке на имена ваших рођака који живе у иностранству. Направите спискове свега што поседујете, укључујући и стоку, и потом те листе предајте одговарајућим службеницима  како би вам сва ваша имовина могла бити враћена након вашег повратка. Имате десет дана да испуните ове захтеве.
Након доношења Техџирског закона Канцеларија за избеглице и племенске заједнице (тур. Iskan-i Asairin Muhacirin Muduriyeti) која је деловала као део Министарства унутрашњих послова, током јуна 1915. добила је задатак да се бави јерменском имовином која је остала иза протераних и побијених власника исте. Ова комисија, чији рад се у стварности финансирао продајом конфисковане имовине, донела је Привремени закон о експропријацијама и конфискацијама који је јавно објављен у Службеном гласнику 27. септембра (односно 13. септембра по тада званичном исламском календару), а потом 8. новембра усвојила и нове директиве за спровођење поменутог закона. Тим законом истовремено је одузета имовина хришћанским јерменима, омогућено је пресељавање турске мањине са европских делова некадашњег царства, али и омогућено локалним политичарима да се обогате. Законом је регулисано не само одузимање личне имовине појединаца (земљиште, грађевине и банковни рачуни) већ и конфискација објеката који су били у јавном власништву (цркве, школе, болнице). Објекти од значаја за војску и војне акције сматрани су приоритетима и одузимани су на основу засебног декрета. Према закону све конфискације имовине су биле забрањене пре него што њихови власници буду депортовани, чиме је у одсуству власника потпуно онемогућено истима да на било који начин задрже своју имовину. Иако је закон као такав правно сматран као привремени законски акт, његов основни циљ је била трајна етничка прекомпозиција одређених делова земље и замена јерменских хришћанских мањина исламском турском већином.
Иако су формално закони о пресељењима садржали чланове који су стварним власницима имовине омогућавали могућности тужби уколико не би били задовољни начином на који се поступа са њиховом имовином, стварни циљ закона је била туркификација региона и економских капацитета на подручјима са некадашњом хришћанском већином. Сви приходи остварени од продаје конфисковане имовине забележени су у архивама Министарства финансија под кринком могућег повратка истих стварним власницима. Закон је правно омогућавао власницима да траже поврат имовине као и надокнаду евентуалне штете до које је дошло у време њиховог одсуства. Међутим, по истом том закону захтеве за поврат имовине и надокнаду штете могли су да подносе искључиво власници објеката у моменту њиховог напуштања тако да би будући наследници и опуномоћеници губили свако право над том имовином. Једна од одредби закона је била и та да конфисковану имовину могу да добију искључиво муслимански резиденти, док су нетурски муслимани та права могли да остваре једино уз специјалне дозволе Министарства унутрашњих послова. На овај начин она највреднија конфискована имовина је на законски легалан начин доспевала у руке локалних политичких и војних елита, што је довело до њиховог енормног богаћења.

Сва имовина која је била у поседу Јермена конфискована је за потребе државног ратног фонда. На овај начин одузете су све јерменске куће, занатске радионице, продавнице, обрадива поља, виногради, баште, намештај, теписи. За конфискације је била задужена посебна комисија чије сам поједине чланове сретао у више наврата. Некретнине су продаване на јавним аукцијама, углавном по смешним ценама и углавном је једна особа била та која је лицитирала. Те ствари су ми познате не само на основу докумената већ и преко једног адвоката који је радио у нашој канцеларији, а који је на такав начин купио једну од најбољих јерменских кућа. Турци су се несметано пресељавали из својих старих и трошних кућа у далеко боље куће некадашњих јерменских власника који су депортовани. На тај начин је опљачкана готово сва јерменска имовина, изузев имовине оних Јермена који су прешли на ислам. 

— председник Анадолијског колеџа у Мерзифону др Џорџ Вајт
Утицај тог закона се приметио већ након неколико дана. Тако је немачки амбасадор у Истанбулу у јуну 1916. у својим извештајима наводио да конфискована јерменска имовина чију вредност би та комисија проценила на, на пример 100 турских фунти већ сутрадан би била продата на аукцији неком високом званичнику за свега 2 турске фунте.
Једини високи турски званичник који се противио одредбама овог закона био је члан парламента Ахмед Риза који је свој протест у парламенту изразио речима:
Незаконито је прогласити сву јерменску имовину „напуштеном” пошто је власници исте нису напустили добровољно, били су присиљени и насилно протерани. И сада Влада овим законима продаје њихову имовину... Нико нема право да прода моју имовину уколико ја сам то не желим да урадим. Члан 21 нашег Устава то стриктно забрањује. Уколико смо ми уставна држава која почива на уставним принципима ми не смемо то да урадимо. Ово је заиста одвратно. Вукући ме за рукаве избациш ме из мог села, из моје куће, а потом продајеш моју имовину. Такве ствари не смеју да се дешавају. Нити савест Османлија, нити било који закон то не дозвољавају.
Поред цркава и манастира конфисковани су и сви остали јавни-образовни објекти, а Министарство унутрашњих послова је стриктно наложило да се те грађевине доделе искључиво муслиманима:
Неопходно је да се школе које су се налазиле у градовима и селима које су напустили Јермени прилагоде потребама муслиманских избеглица који су се на тим подручјима населили. Тренутне вредности грађевина и вредности њиховог инвентара треба да се попишу и доставе канцеларијама за опште евиденције.
На основу тог декрета све некадање приватне јерменске школе претворене су у Османске турске школске установе, а сав школски прибор из њих дат је на употребу локалном муслиманском становништву. До почетка 1930-их година готово сва предратна имовина која је припадала Јерменима била је конфискована и од тада никада турске власти нису спровеле процес реституције отете имовине. Закон о привремено напуштеној имовини јерменског становништва остао је на снази у Турској пуне 73 године, све до 11. јуна 1986. године. Масовне конфискације јерменске имовине омогућиле су тадашњим припадницима нижих класа турског друштва (сељацима, војницима и радницима) да се попну за степеник више на друштвеној лествици и на тај начин је формирана средња класа турског друштва, а одузета јерменска привредна инфраструктура постала је камен темељац турске економије.
Иако се до тачних података о имовини која је конфискована током Геноцида над Јерменима ни на који начин не може доћи, на основу неких докумената из приватних архива Талат-паше дошло се до бројке од 20.545 конфискованих грађевина од јавног значаја, укључујући и 267.536 хектара обрадивог земљишта, 76.942 хектара винограда. 703.941 хектар маслињака и 4.573 хектара дудињака.
Током Париске мировне конференције 1919. јерменска делегација изнела је процену према којој материјални губици само Јерменске цркве на тлу Османске империје износе око 3,7 милијарди америчких долара (што данас износи око 51 милијарду долара). Током фебруарске конференције 1920. јерменска делегација је упутила додатне захтеве за реституцијом целокупне јерменске имовине отете од стране турских власти. Јерменска делегација доставила је доказе о уништењу и конфискацији око 2.000 цркава и око 200 манастира, док је укупна вредност конфисковане и уништене приватне имовине Јермена у Турској процењена на 14,6 милијарди долара (што је у данашњим оквирима вредност од 328 милијарди америчких долара). Турске власти никада нису одговориле на ове захтеве и самим тим до реституције никада није ни дошло. 
Проблем конфисковане јерменске имовине помињао се у бројним међудржавним уговорима између тадашње Демократске Републике Јерменије и Османске државе, а мировни уговори из Батумија (потписан 4. јуна 1918) и Севра (потписан 10. августа 1920) садржали су одредбе које су се односиле на реституцију јерменске имовине. Члан 144 Споразума из Севра налагао је распуштање турских комисија за ликвидације и напуштену имовину и поништавање закона о конфискацијама. Међутим сви они који су били одговорни за конфискације јерменске имовине током рата постали су присталице Турског националног покрета који је дошао на власт у Турској након распада Османске државе. Оснивањем Турске републике и потписивањем Лозанског мира 1923. године практично су поништене све одредбе Мира из Севра, а новоуспостављене турске власти наставиле су са конфискацијама јерменске имовине.
Поред некретнина и значајна финансијска средства и драгоцености која су некада припадали Јерменима депоновани су у османским државним трезорима или у немачким и аустријским банкама током рата. Након депортација јерменског становништва сви њихови текући и депозитни рачуни у турским банкама преусмерени су у државни трезор у Истанбулу. Турске власти су само у немачку Рајхсбанку у Берлину током 1916. депоновале преко 5 милиона турских златних фунта (што је вредност од око 30.000 килограма злата), а према неким документима готово целокупна вредност је представљала отети јерменски новац. Велики део новчаних депозита у банкама и другим финансијским институцијама, а који су припадали јерменским клијентима, заплењен је од стране државе непосредно након депортација. Приликом извршавања депозита сваки депозитар би добио одговарајући документ као доказ о депозиту. Међутим након почетка депортација законом је забрањен повраћај новца, а многобројни потомци жртава тих пљачки и данас имају те потврде о депозитима.

### Културни геноцид
Саставни део геноцида над јерменским народом у Османској империји било је и систематско уништавање вишевековног јерменског културног наслеђа у тој земљи и брисање свих трагова њиховог постојања на том подручју. Јерменски културно-историјски споменици, цркве и манастири су уништавани, а верски објекти неретко претварани у џамије, јерменска гробља су преоравана и претварана у обрадиве површине где су се обично сијали пшеница и кукуруз, јерменске четврти у турским градовима су рушене и претваране у исламске квартове, а спровођена је и масовна туркификација свих етнонима који су имали везе са јерменским језиком.
Према подацима из 1914. под ингеренцијом јерменског Константинопољског патријархата налазило се не мање од 2.549 објеката и установа, од чега је било више од 200 манастира и не мање од око 1.600 цркава. У периоду током којег су провођене масовне ликвидације јерменског становништва и етничка чишћења уништен је и велики број архитектонских споменика који су били у директној вези са јерменским народом. Велики број цркава и манастира био је потпуно порушен, а они који су били поштеђени рушења претворени су у џамије и каравансараје. Културоцид над јерменским покретним и непокретним добрима турске власти су наставиле и након Првог светског рата, све до краја 1960.их година. Тако је према проценама Унеска из 1974. на територији источне Турске било преостало свега 913 јерменских архитектонских локалитета, од чега су 464 објекта била у потпуности разрушена, 252 су била у рушевинама, а њих 197 је било тешко оштећено и захтевало је озбиљну реконструкцију.
Крајем 1980-их и почетком 1990-их година британски историчар Вилијам Далримпл захваљујући неким истраживањима дошао је до директних доказа да су турске власти и у том периоду смислено и систематски наставиле са уништавањима јерменских културно-историјских споменика широм земље. Уколико се изузму ситуације у којима су поједини објекти пропадали услед природних катастрофа (земљотреси, олује) чињеница је да је постојало потпуно одсуство турских власти за спречавање даљег уништавања тих објеката, а у појединим областима локално становништво је чак и охрабривано да из рушевине појединих објеката користи камен као грађевински материјал. Сличне констатације изнео је нешто раније и француски историчар Жан Мишел Тјери кога су турске власти чак и осудиле у одсуству на три месеца друштвено корисног рада након што је поднео иницијативу за обнову јерменске цркве у граду Вану на истоку Турске. Тјери је такође помињао и случај из 1958. када су локалне власти из села Ошкаванка покушале да сруше постојећу јерменску цркву али су их у томе спречили локални муслимански становници који су ту грађевину користили као силос за жито.
Један од директних доказа наставка културног геноцида над јерменским наслеђем и након рата је манастирски комплекс Хцконк недалеко од града Карса на крајњем истоку Турске. Манастир који је чинило 5 цркава био је потпуно нетакнут још у августу 1920, о чему сведоче фотографије јерменског археолога Ашхарбека Калантара који је сликао манастирски комплекс непосредно пре преласка те области у састав Турске. Три деценије касније када је француски историчар Жан Мишел Тјери посетио тај локалитет (године 1959) цело подручје је било затворено за посете, 4 цркве су биле срушене до темеља, док је преостала пета црква Светог Саргиса из  века била тешко оштећена. Судећи према сведочанствима локалног становништва регуларна турска војска је у том периоду манастир користила као стрелиште, да би га напослетку уништили експлозивом — што је и доказано форензичким истраживањима. Јерменска базилика из околине Ерзинџана из IX века претворена је у складиште, а на њеним зидинама направљена је велика рупа која је служила за уношење робе у објекат. Јерменска саборна црква у Едеси (код данашње Шанлијурфе) године 1915. претворена је у ватрогасни дом и имала је ту намену све до 1994. године када је коначно претворена у џамију (уништен је звоник, а уместо њега је подигнут минарет). Због бројних таквих примера широм Турске Европски парламент је 1987. од турских власти затражио да уложи додатне напоре у заштити архитектонских споменика, а исти захтев је у више наврата упућивао и Светски фонд за заштиту споменика. Ти притисци су у неколико случајева уродили плодом, а један од резултата истих је и обнова Цркве Светог Крста у Ахтамару, на обалама језера Ван (црква је из Х века).
| Јерменска/е ...   | 1914.     | 2011.                    |
| ----------------- | --------- | ------------------------ |
| популација        | 1.914.620 | 60.000                   |
| цркве и манастири | 2.538     | 34 (тренутно оперативне) |
| школе             | 1.996     | 18                       |

Упоређујући званичне статистичке податке из 1914. и 2011. године евидентан је драстичан пад не само у јерменској популацији Турске већ и у броју образовних и верских установа у земљи. Број активних цркава и манастира који су били под ингеренцијом јерменског католикоса опао је са 2.538 колико је регистровано 1914. на свега 34 колико их је било према званичним статистикама из 2011. године. Једнако тако је у истом периоду број активних јерменских школа пао са скоро 2.000 на свега 18 активних школских институција, а све оне су данас активне искључиво на ширем подручју Истанбула.
Турске власти су на све начине желеле да затру сваки траг постојања јерменског етноса на подручју целе земље и с тим у вези, почев од 1920.их година, започела је интензивна туркизација свих изворно јерменских имена, посебно на истоку земље где су Јермени некада чинили домицијално становништво. Тако је цело подручје на истоку земље које је у географској и историјској литератури вековима било познато као Јерменска висораван преименовано у Источна Анадолија. До данашњих дана промењени су називи за више од 90% географских локалитета, градова и села, а све уз образложење да је реч о страним именима несвојственим турској држави и друштву, а који се могу негативно одразити на јединство нације. Сам процес преименовања јерменских топонима на подручју Османске империје започео је још за време владавине султана Абдул Хамида II те је још 1880. реч Јерменија званично забрањена за употребу у новинама, уџбеницима и државним документима и замењивана је називима Анадолија или пак Курдистан. Процес туркификације јерменских имена настављен је и у модерној Републици Турској и систематски се спроводио током целог  века. Године 1934. турске власти су донеле „Закон о презименима” према којем су сви држављани земље који нису били турског порекла били дужни да промене своја презимена у складу са традицијама и вредностима турског језика. Колико далеко су турске власти ишле у правцу затирања присуства јерменског народа на тлу источне Турске најбоље сведочи податак да су извршене чак и измене научних назива животињских врста које су у својим именима садржавале неке од „неодговарајућих речи”, па је тако дивља овца Ovis Armeniana преименована на Ovis Orientalis Anatolicus, црвена лисица Vulpes Vulpes Kurdistanica постала је само Vulpes Vulpes док је врста срне позната као Capreolus Capreolus Armenus преименована на Capreolus Cuprelus Capreolus.
Код туркизације јерменских насеља из имена насеља избачени су суфикси -керт (у значењу „саграђен од”), -шен (у значењу село) и -ван (са значењем града) и замењени или одговарајућим турским суфиксима или је име промењено у целости. Према истраживањима етимолога Севана Нишанјана на подручју источне Турске преко 3.600 географских локација добило је нова турска имена која су заменила првобитне јерменске називе.
Фаиз ел Хусеин, арапски књижевник и османски државни службеник у доба Геноцида писао је између осталог и следеће:
Након убистава Јермена државне власти су формирале посебне комисије чији циљ је била продаја њихове преостале имовине. Јерменска културна добра, иако очито велике вредности, продавана су по најнижим ценама... Једном сам отишао у цркву да бих видео како су се одвијале те аукцијске продаје заплењене имовине. Врата свих јерменских школа била су затворена. Турци су користили научне књиге и у њихове листове умотавали сир, датуље, семенке сунцокрета... Године 1914. Јерменски патријарх из Истанбула је представио јавности тачан број јерменских цркава и манастира на подручју Западне Јерменије. На том списку се нашло више од 2.300 објеката, а многи од њих су били ремек-дела ранохришћанске архитектуре из IV и V века. Већина њих је опљачкана, спаљена и минирана од стране Турака током Геноцида над Јерменима.

## Процене броја жртава
Прецизан број жртава Геноцида над Јерменима практично је немогуће одредити, а процене страдалих могу се изнети на основу статистичких показатеља и на основу сведочења очевидаца. Османске власти нису водиле прецизне статистике о броју страдалих, посебно не о онима који су депортовани и страдали у логорима. Штавише, Османске власти су још од отварања „јерменског питања” средином  века на све начине покушавале да умање бројност и значај хришћанских заједница на тлу царства, а нарочито Јермена као најбројније хришћанске мањине у земљи. Тако је под кринком територијално-административних реформи спроведених у периоду 1864—1866. Ерзурумски вилајет (незванично познат и као Ерменистан) подељен на седам мањих административних јединица, а сличне прекомпозиције административних јединица обављане су и током наредних педесетак година. Обично су се областима у којима је хришћанско становништво чинило већину прикључивала подручја са муслиманском већином, чиме је мењана етнографска слика вилајета.

Геноцид над Јерменима као један од најранијих примера масовног геноцида у крвавом XX веку представљао је на неки начин генералну пробу Холокауста.

Професор Израел Чарни
Према подацима са првог пописа становништва у Османском царству одржаном 1844. године само у азијском делу државе живело је око 2 милиона Јермена. Представници османске државе на Светској изложби у Паризу објавили су, између осталог, да на подручју Османске империје живи око 2,4 милиона Јермена, од чега је њих 400.000 живело у европском делу Турске. Према подацима Јерменске патријаршије из Константинопоља, године 1878. на подручју Османске империје живело је око 3 милиона Јермена: 600.000 на западу Мале Азије, 670.000 у вилајетима Сивас, Трапезунт, Кајсери и Дијарбакир и око 1,3 милиона на подручју Јерменске висоравни. Према званичним подацима са пописа 1881—1893. бројност јерменске популације драстично пада, на званично 1.048.143 етничка Јермена. До пада у броју јерменског становништва вероватно долази и услед територијалних губитака Османске државе, а многи историчари се слажу и да су званичне власти значајно манипулисале пописним резултатима. Најбљи доказ за то је готово потпуно одсуство јерменског становништва у статистикама појединих градова на истоку земље, иако је било више него извесно да они у тим градовима чине значајан део популације. Са резултатима пописа из тог периода не слажу се и званични статистички подаци о прикупљеним порезима немуслиманског становништва у земљи. Слична ситуација била је и са резултатима пописа 1907—1908. на којима је бројност јерменске популације у подручјима Ерзурума, Битлиса и Вана остала непромењена у односу на претходни попис, иако је на том подручју у међувремену дошло до масовних антијерменских погрома. Јерменска патријаршија је изнела податак за 1914. према којем је у целој Империји живело 1.845.450 Јермена, мада треба напоменути да је пописивачким комисијама био готово забрањен приступ у подручјима која су контролисала курдска племена. Према званичним османским изворима за Дијарбакир, у том вилајету је живело 73.226 Јермена, док Јерменска патријаршија наводи број од 106.867 парохијана на том подручју. Занимљиво је да је у пролеће 1915. из Дијарбакирског вилајета званично депортовано преко 120.000 Јермена, а директан доказ те бројке је телеграм тадашњег валије Дијарбакира Решид-бега упућен 28. септембра 1915. Талат-паши, а у којем он помиње 120.000 протераних Јермена из Дијарбакира.
Званичне османске статистике процењивале су број Јермена за 1915. у целој земљи на 1.295.000 особа јерменског порекла. „Енциклопедија Британика” наводи број јерменског становништва у предратном периоду између милион и 3,5 милиона особа.
У августу 1915. Енвер-паша је немачком амбасадору Ернсту Јаху изнео податак о око 300.000 побијених Јермена, без прецизирања да ли се поменута бројка односи на целу земљу или на одређену област, те на који временски период. Немачки мисионар Јоханес Лепсијус, који је током Геноцида деловао на том подручју, износи прво податак о око милион убијених Јермена, који потом 1919. ревидира на око 1,1 милион убијених. Према Лепсијусу, само је током османске инвазије на Закавказје 1918. побијено између 50 и 100.000 Јермена. Лепсијус такође помиње и бројку од 250.000—300.000 Јермена који су присилно преобраћени у ислам, што је доводило и до протеста појединих муслиманских лидера у земљи, па је тако Кутахјански муфтија изјављивао да је насилно пеобраћење противно идеологији ислама. Немачки хуманитарац и мисионар Јохан Сомер наводи бројку од око 1.400.000 депортованих Јермена, од чега је депортације и логоре преживело тек око 250.000 људи. Немачки конзул у Алепу Ројслер је 20. децембра 1915. у телеграму рајхсканцелару написао да је од око 2,5 милиона предратног јерменског становништва у Турској побијено најмање око 800.000 Јермена, те да је тај број вероватно и далеко већи. Такође је навео и да уколико се буду рачунале званичне турске статистике у којима се помиње око 1,5 милиона Јермена у Турској, онда би број страдалих процентуално био смањен, што би износило око 480.000 људи.
Савремене процене броја страдалих крећу се од 200.000 колико наводе неки радикални турски извори и британски историчар Станфорд Шоу у првом издању Историје османске империје и модерне Турске (енгл. History of the Ottoman Empire and modern Turke), па до више од 2 милиона жртава колико наводе поједини јерменски извори и амерички политиколог Рудолф Румел. Амерички историчар Роналд Суни број жртава процењује од неколико стотина хиљада до максималних 1,5 милиона. У „Енциклопедији Османске империје” подаци о броју жртава варирају од неких 500.000 код конзервативнијих аутора, па до максималних 1,5 милиона. Енциклопедија Британика број жртава процењује на између 600.000 и 1.500.000 убијених Јермена, историчар Гинтер Леви наводи број од око 642.000 убијених док „Енциклопедија геноцида” наводи податке о максимално 1,5 милиона убијених Јермена. Већина историчара се слаже са проценама да је у Геноциду над Јерменима страдало не мање од 800.000 и не више од 1,5 милиона Јермена. „Енциклопедија геноцида и злочина против човечности” наводи око 1,2 милиона жртава, док „Речник геноцида” говори о између 1 и 1,5 милиона убијених.

## Судски процеси за ратне злочине над Јерменима
Након извештаја америчког амбасадора у Османској империји Хенрија Моргентауа о догађајима који су се десили током османске опсаде Вана када је масакрирано око 50.000 јерменских грађана, лидери Тројне антанте упутили су османским властима 24. маја званично јавно упозорење у којем стоји да ће савезници Високу порту сматрати директно одговорном за те злочине и да ће захтевати одговарајуће казнене мере за све оне који су у тим злочинима учествовали.
У последњим месецима пре окончања Првог светског рата Османско царство је прошло кроз бројне структуралне промене. У јулу 1918. умро је султан Мехмед V, а на његово место дошао је његов полубрат Мехмед VI. Већина министара из Комитета јединства и прогреса поднели су оставке на своје државне функције, укључујући и „Тројицу паша” (Мехмед Талат-паша, Енвер-паша и Ахмед Џемал-паша) који су управљали османском владом у периоду 1913—1918. и убрзо су сви напустили земљу. Нови султан је на место новог Великог везира поставио Ахмеда Изета-пашу, захтевајући од њега да издејствује примирје са савезницима који су на Солунском фронту кренули у жестоку офанзиву ка Константинопољу. Дана 30. октобра 1918. потписано је Мудроско примирје које је уједно значило и капитулацију Турске у Првом светском рату. У име Османске државе примирје је потписао министар ратне морнарице Рауф Орбај, док је у име савезника примирје потписао британски адмирал Сомерсет Калторп. Средином новембра француске и британске трупе умарширале су у Константинопољ.
На позив тадашњег америчког државног секретара Роберта Лансинга на Париској мировној конференцији учествовали су и султан Мехмед VI и велики везир Дамат-паша. На Париској конференцији, током јануара 1919, донета је и одлука о формирању посебне комисије која је била задужена за истраживање и кажњавање злочинаца, а на послетку је и сам Дамат-паша 11. јула 1919. и званично признао масовна убиства Јермена током рата на подручју Османског царства. Адмирал Калторп који је у међувремену постављен за управника Истанбула почетком јануара 1919. званично је затражио од османских власти хапшење и процесуирање свих појединаца одговорних за почињене злочине током рата. До краја јануара исте године ухапшено је између 160 и 200 особа, углавном чланова бивше владајуће Странке јединства и прогреса, док је на слободи остало још око 60 особа осумњичених за злочинске над Јерменима. Иако је султан Мехмед званично остао на власти у земљи, његова стварна моћ је била јако мала, те је с тим у вези већ у фебруару 1919. султан озваничио безусловну сарадњу са окупационим властима на свим пољима.
Војни судови су званично успостављени 28. априла 1919, у моменту када су још увек трајали мировни преговори у Паризу. Дамат-паша је био једна од кључних личности на тим суђењима и један од најватренијих заговорника изрицања смртних казни над оптуженим за ратне злочине. На овај начин Дамат-паша је покушао да сву одговорност за злочине пренесе на појединце из Комитета уније и прогреса који су током рата били на власти, чиме би се скинула одговорност са Турске као државе. Истовремено је искористио суђења да ривалску Странку јединства и прогреса уклони са политичке сцене у земљи и на тај начин остави своју Либерално-унионистичку партију као једину озбиљнију политичку структуру у земљи. Истражна комисија којом је председавао Хасан Мазхар била је задужена за прикупљање доказног материјала, а посебно је била задужена за прикупљање доказа у случајевима умешаности највиших државних функционера у убиствима јерменских цивила. Комисија је радила у складу са члановима 47, 75 и 87 османског кривичног закона и имала је значајна истражна овлашћења, јер није била ограничена само на вођење судских поступака и тражење и одузимање докумената, већ и на хапшења и притварања осумњичених уз помоћ Одела за кривичне истраге и других државних служби. Током три месеца колико је комисија деловала прикупљено је 130 докумената и досијеа који се односе на масакре и ти документи су прослеђени ратним судовима.
Сама суђења за ратне злочине истовремено су и коришћена за међусобне обрачуне између у то време две конкурентске турске владе. Она са седиштем у Истанбулу под водством Дамат-паше интензивно је подржавала суђења, док је влада у Анкари на чијем челу се налазио Али Риза паша у мањој или већој мери готово у потпуности игнорисала поменута суђења и злочине.
Суд је заседао скоро годину дана, од априла 1919. до марта 1920, и у том периоду пресуде су доношене искључиво против лица која су се налазила ван домета правосудних органа, а судски органи нису радили апсолутно ништа да би тражили њихово хапшење и изручење од земаља у које су побегли. Због свега тога адмирал калторп је уложио званичан протест Порти и затражио је измештање суђења из Истанбула на Малту. Било је и покушаја да се формира међународни суд за ратне злочине, али је турска страна учинила све да онемогући присуство доказног материјала међународним судијама. Доласком Мустафе Кемала Ататурка на власт у Турској сви документи који су служили као доказни материјал на суђењима су изненада „изгубљени”, што је већ у августу 1920. довело до прекида свих суђења.
Војни суд је 5. јула 1919. донео пресуду којом је најодговорније појединце за масакре осудио на смрт, а такође је у пресуди досуђено и да су чланови Комитета јединства и прогреса (КЈП) преко своје специјалне организације Тешкилат-и махсуса учествовали у физичким елиминацијама јерменског становништва:
Војни суд, узимајући у обзир све почињене злочине, једногласно проглашава кривим за ратне злочине бегунце Талата-пашу, бившег великог везира, Енвер-ефендију, бившег министра ратног, избрисаног из евиденције царске војске, Џемал-ефендију, бившег министра ратне морнарице, такође избрисаног из евиденције Царске војске и доктора Назима-ефендију, бившег министра образовања, чланове главног одбора партије Унија и прогрес... и Војни суд у складу са законом осуђује Талата, Енвера, Џемала и др Назима на смртну казну.
Судско веће је званично распустило КЈП и издало налоге за одузимање имовине свим онима који су проглашени кривим. Двојица од тројице паша који су раније побегли касније су убијени од стране јерменских асасинатора током операције Немезис.
Припадници османске војске и високо позициониране политичке личности који су пред турским војним судовима осумњичени за ратне злочине пребачени су из затвора у Истанбулу на Малту која је у то време била британска крунска колонија. Притвореници, које су на Малту пребацили британски војници (њих укупно 145), у малтешким затворима је требало да остану све дотле док се не прикупи довољна количина доказа за правично и фер суђење. Међутим, до суђења за ратне злочине никада није дошло и сви осумњичени су на крају ослобођени оптужби и 1921. им је омогућен повратак у Истанбул као део размене за 22 британска ратна војна заробљеника (међу британским заробљеницима је био и близак рођак Лорда Курзона, пуковник Ровлинсон, један од председавајућих судске комисије). Споразум о размени 22 британска заробљеника за 64 турска притвореника са Малте потписали су министри спољних послова Турске и Британије 16. марта 1921. године, а последњи турски притвореник званично је напустио Малту 31. октобра исте године.
Судији Европског суда за људска права Ђовани Бонело касније је објаснио да је до суспензија судских поступака, репатријација и ослобађања турских заточеника дошло, између осталог, због недостатка одговарајућег правног оквира са наднационалном јурисдикцијом, јер након Првог светског рата нису постојале међународне норме за правно регулисање ратних злочина, због чега је дошло до правног вакуума у међународном праву. Због свега тога, а супротно турским изворима, на Малти није било икаквих суђења. Бонело напомиње да је ослобађање турских заточеника извршено у замену за 22 британска ратна војна заробљеника које је у то време у затвору држао Кемал Ататурк.

### Операција Немезис
Незадовољни исходима суђења за ратне злочине припадници Јерменске револуционарне федерације одлучили су да „узму правду у своје руке” и с тим у вези покренули су тајну операцију кодног имена „Операција Немезис” (јерм. «Նեմեսիս» գործողութիւն; операција је име добила по грчкој богињи Немези, богињи праведне срџбе и освете). Циљ операције је било физичко ликвидирање одговорних за масовна убиства јерменског народа у Османском царству и одговорних за масакр у Бакуу из септембра 1918. године. Идејни творци операције били су чланови јерменске револуционарне федерације Армен Гаро и Шахан Натали. Одлука о покретању осветничке акције против највишег војног и политичког руководства Османске империје донесена је на IX конгресу ЈРФ одржаном у Јеревану од 27. септембра до краја октобра 1919. године. Формирана је „црна листа”, на којој се налазило 200 имена особа најодговорнијих за Геноцид над Јерменима.
Главне мете осветника били су Талат-паша (убијен 15. марта 1921. у Берлину), Бехбуд Хан Џаваншир (убијен 18. јула 1921. у Истанбулу), Фатали Хан Хојски (убијен 19. јуна 1920. у Тбилисију), Саид Халим-паша (убијен 5. децембра 1921. у Риму), Бахаедин Шакир (убијен 17. априла 1922. у Берлину), Џемал Азми (убијен 17. априла 1922. у Берлину), Ахмед Џемал-паша (убијен 25. јула 1922. у Тбилисију), Енвер-паша, али и бројни домаћи колаборационисти.
Согомон Тејлиријан који је извршио атентат на Талат-пашу у Берлину ухапшен је од стране тадашњих немачких власти и изведен пред суд где му се судило за убиство. Тејлиријан током суђења није порицао свој акт али је током суђења сведочио о улогама Талат-паше током депортација јерменског становништва у Ерзинџану 1915. године када је заједно са члановима своје породице био депортован и одведен у логор. На питање судије да ли се осећа кривим Тејлиријан је одговорио: „Не сматрам се кривим јер ми је савест чиста. Да, убио сам човека. Али ја нисам убица.” Суд је, узимајући у обзир историјске околности и судбину самог оптуженика, Тејлиријана ослободио одговорности за убиство.

## Студије Геноцида
Геноцидне намере над јерменским становништвом у Турској потврђене су од стране бројних експерата чија специјалност је изучавање геноцида и међународног права. Међународна асоцијација истраживача геноцида (енгл. The International Association of Genocide Scholars; IAGS), коју чине неки од највећих светских експерата за злочине геноцида, једногласно је усвојила резолуцију којом се масовни злочини над Јерменима у Османском царству означавају као злочин геноцида. Према тврдњама IAGS-а свака озбиљнија компаративна студија о геноциду као злочину објављена на енглеском језику садржи део који се бави Геноцидом над Јерменима. У студији „Геноцид и међународно право” (енгл. Genocide in International Law) канадског аутора Вилијама Шабаса (експерта за међународно право и злочине геноцида) стоји и да је Јерменски геноцид био својеврстан увод у Холокауст и својеврстан преседан у злочинима против човечности. Пољски правник Рафаел Лемкин, творац кованице „геноцид”, још 1943. навео је као класичне примере злочина геноцида масовна убиства Јермена у Турској и нацистичке злочине против Јевреја у Другом светском рату. Масовне погроме над Јерменима геноцидом су дефинисале и Уједињене нације Повељом о спречавању и кажњавању злочина геноцида из 1948. године. Године 2010. 126 водећих истраживача Холокауста, укључујући и Елија Визела и Јехуду Бауера, потписало је у Њујорк тајмсу заједничку декларацију о „Геноциду над Јерменима” којом се, на основу неоспорних научних доказа, тражи од водећих западних земаља да признају тај злочин као злочин геноцида. „Институт за проучавање Холокауста и злочине геноцида” из Јерусалима и „Институт за студије геноцида” из Њујорка такође су недвосмислено потврдили злочине над Јерменима као геноцид.
Историчар Стефан Ихриг истиче да је Геноцид над Јерменима био својеврстан увод у Холокауст, односно некажњавање истог довело је до дебате у Немачкој која је започела још 1919, десет година пре доласка Адолфа Хитлера на власт, а која је окончана коначним правдањем геноцида и масовним убиствима Јевреја током Другог светског рата. Нацистичке власти у Немачкој су након доласка на власт у више наврата правдале злочине почињене у Турској и користиле их као модел за решавање јеврејског питања у земљи. Тако је Хитлер, у говору који је пред генералима Вермахта одржао у Бергдорфу 22. августа 1939. (свега недељу дана пре инвазије на Пољску), говорећи о Пољацима као нижој раси, између осталог рекао: „Ко се данас, након свега, уопште сећа уништења Јермена?” Многи историчари сматрају да је на овај начин Хитлер успео да убеди, не само немачку војску, већ и целокупну немачку јавност, у оправданост војне акције и будућа етничка чишћења као једини начин за решавање немачког националног питања.
Како су се масовна убиства Јермена дешавала много пре него што је настао термин геноцид у светској јавности тог времена код описивања нивоа злочина обично су се користили синоними као што су „масакри”, „погроми”, „истребљења”, „уништење”, „злочини против човечности” и слично. У јерменској јавности сам злочин се означавао терминима Јегхерн (у преводу злочин), Медз јегхерн (Велики злочин) или Априлијан јегхерн (Априлски злочини). У јерменској литератури најчешће се среће термин Агхед, у дословном преводу Катастрофа. Након настанка појма геноцид у научној литератури се неретко за овај злочин користио и назив „Јемерноцид”.
Бројне међународне организације и научне установе које су спроводиле опсежне студије о злочинима над Јерменима једногласно су сложне у оцени да термин „геноцид” поптуно оправдано описује „Османске масакре над Јерменима 1915/16.” Међу организацијама које потврђују овај закључак су и „Међународни центар за транзициону правду”, „Међународна асоцијација истраживача геноцида” и „Подкомисија УН-а за спречавање дискриминације и заштиту мањина”.
„Међународна асоцијација истраживача злочина геноцида” је 2005. потврдила на основу, како су навели необоривих и директних доказа, да је „Младотурска влада која је била на челу Османског царства, починила систематски геноцид над јерменским грађанима који су живели у Османској држави”, означивши Јермене као „ненаоружану хришћанску мањину”. Како су навели, у том злочину је страдало више од милион јерменских грађана који су били изложени разним тортурама и свакодневним убиствима. Две године касније, 2007. године, „Фондација за људска права Ели Визел” упутила је светској јавности писмо које су потписала 53 лауреата Нобелове награде, а у којем се злочини над Јерменима 1915. означавају као геноцид и где се од светске јавности тражи признавање истог у складу са међународним правом и фактографским чињеницама.

## Међународно признање Јерменског геноцида
Прво признање којим су масовни злочини над Јерменима у османском царству означени као „злочин против човечности” потврдиле су доношењем заједничке декларације државе савезнице у Првом светском рату — Уједињено Краљевство, Русија и Француска — а декларација је званично донесена 24. маја 1915. године.
Међународно признање Геноцида над Јерменима један је од основних и најважнијих циљева јерменске дијаспоре, лобистичких група и јерменских удружења широм света, а један од циљева су и тежње ка репарацијама од стране данашње Турске. Тако су под утицајем јерменских лобистичких група Сједињене Државе у три наврата доносиле декларације о масовним убиствима Јермена у Османској држави (1916, 1919. и 1920. године). Иако је до краја 2017. 47 америчких савезних држава признало злочин над Јерменима као злочин геноцида, Сједињене Државе то нису учиниле на највишем нивоу. Председник Роналд Реган је у говору од 22. априла 1981. употребио термин геноцид за злочине над Јерменима, а Комитет за спољне послове Сједињених Држава је 4. марта 2010. признао масакре као геноцид.
Европски парламент је у 4 наврата кроз званичне резолуције признао злочине над Јерменима као геноцид, а последња резолуција донесена је 15. априла 2015, а исту резолуцију усвојио је и Савет Европе, последњи пут на седници одржаној 14. маја 2001. године.
Данас се обележава годишњица првог геноцида у 20. веку и ми стојимо у знак сећања на јерменске жртве тог злочина против човечности.— Резолуција Европског парламента од 24. априла 1998. године.
До краја 2017. 29 светских држава је на највишем нивоу признало Геноцид над Јерменима, а масовна убиства Јермена као злочин геноцида први је признао и јавно осудио парламент Уругваја.
| Држава           | Година признања Геноцида                  | Напомене |
| ---------------- | ----------------------------------------- | --- |
| Аргентина        | 1993, 2003, 2004, 2005, 2006, 2007, 2015. | |
| Јерменија        | 1988.                                     | Законски акт из периода постојања Јерменске ССР признала је и земља сукцесор Република Јерменија. |
| Аустрија         | 2015.                                     | |
| Белгија          | 1998, 2015.                               | |
| Боливија         | 2014, 2015.                               | Резолуцију су усвојили Сенат и Парламент, а одобрило Министарство спољних послова. |
| Бразил           | 2015.                                     | Резолуцију је усвојио и одобрио Федерални Сенат Бразила. |
| Бугарска         | 2015.                                     | Бугарски парламент је 24. априла 2015. усвојио декларацију о „Масовним злочинима над Јерменима у Османској држави” и прогласио 24. април као „Дан сећања на жртве геноцида”.                           |
| Канада           | 1996, 2002, 2004, 2006.                   | |
| Чиле             | 2007, 2015.                               | |
| Кипар            | 1975, 1982, 1990.                         | Прва држава која је о Јерменском геноциду говорила пред Генералном скупштином УН-а. Негирање геноцида је кажњиво законом.                                                                              |
| Чешка            | 2017.                                     | Чешки Комитет за спољене послове усвојио је резолуцију о Геноциду над Јерменима 14. априла 2015, а ступила је на снагу након усвајања у Парламенту 24. априла 2017. године.                            |
| Француска        | 1998, 2000, 2001, 2019.                   | Француски Сенат је 14. октобра 2016. изгласао закон о забрани негирања Геноцида над Јерменима. Председник Емануел Макрон прогласио је 24. април националним даном сећања на жртве Јерменског геноцида. |
| Немачка          | 2005, 2016.                               | Резолуција о Геноциду над Јерменима усвојена у Бундестагу 2. јуна 2016. |
| Грчка            | 1996.                                     | Негирање геноцида је кажњиво законом. |
| Италија          | 2000, 2019.                               | Негирање геноцида је кажњиво законом. |
| Литванија        | 2005.                                     | |
| Либан            | 1997, 2000                                | |
| Либија           | 2019.                                     | |
| Луксембург       | 2015.                                     | |
| Холандија        | 2004, 2015, 2018, 2019.                   | Парламент Холандије је уједно признао и Геноцид над Асирцима и Грцима. |
| Парагвај         | 2015.                                     | |
| Пољска           | 2005.                                     | |
| Русија           | 1995, 2005, 2015.                         | Негирање геноцида је кажњиво законом. |
| Сједињене Државе | 2019.                                     | Представнички дом Сједињених Америчких Држава је потврдио Резолуцију 296 којом је потврђено признавање Геноцида над Јерменима на државном нивоу.                                                       |
| Словачка         | 2004.                                     | Негирање геноцида је законом кажњиво, казна до 5 година затвора. |
| Шведска          | 2010.                                     | |
| Швајцарска       | 2003.                                     | Негирање геноцида је кажњиво законом. |
| Сирија           | 2015.                                     | |
| Уругвај          | 1965, 2004.                               | Прва држава која је званично признала Геноцид над Јерменима. |
| Ватикан          | 2000, 2015.                               | |
| Венецуела        | 2005.                                     | |

Званичан став Републике Србије о Геноциду над Јерменима није познат, иако је председник Републике Томислав Николић, а и бројни високи државни званичници, званично посетио спомен-комплекс Цицернаберд у Јеревану и одао пошту жртвама страдалим у том злочину. Резолуција о геноциду над Јерменима предлагана је и у Скупштини Србије у два наврата, прво од стране Српске радикалне странке 2010. године, кад је СРС тадашњу власт оптужио да неће да усвоји резолуцију како се не би замерила Турској, а потом и од посланика Нове странке 2015. године.
- Споменик жртвама Геноцида у Ларнаки (Кипар)
- Сећање на жртве Геноцида у јерменској цркви у Волгограду (Русија) 2012.
- Сећање на жртве геноцида у Бејруту (Либан) 2007.
- Руски председник Владимир Путин у Цицернакаберду 2013. године

## Негирање геноцида и званичан став Републике Турске
Није тачно да званичне турске власти не желе да изнесу своје позиције у вези са  јерменским питањем, Наша позиција је савршено јасна. Данас је и више него јасно да су на основу историјских чињеница јерменске тврдње неосноване и илузорне. Над Јерменима ни у ком случају није извршен геноцид.

 Премијер Турске Тансу Чилер, септембар 1994.
Званичан став Републике Турске је да се убиства и смрти до којих је долазило услед „пресељења и депортација јерменског становништва” не могу сматрати геноцидом пошто турска држава сматра да на државном нивоу нису постојале систематски оркестриране и организоване акције са циљем потпуног уништења јерменског народа у Империји. Већина турских политичара убиства и прогоне правда традиционалним културолошким везама јерменског становништва са руским властима које су у то време биле највећи турски спољнополитички непријатељ. У многим турским изворима минимизира се број жртава, а за већину страдалих као узроци смрти наводе се глад и обрачуни са јерменским криминалним групама. На тај начин званичан став Турске Републике је да до геноцида никада није дошло и да нису постојале организоване намере за уништење јерменског становништва у земљи.
Члан 301 кривичног закона Републике Турске прописује затворске казне у трајању до две године због „подривања турске нације” и „вређања турске државе”. Сходно законским одредбама свако јавно означавање злочина над Јерменима термином геноцид сматрало се антидржавним деловањем и у складу са одредбама овог закона судило се неколицини угледних јавних личности у Турској. Тако је добитник Нобелове награде за књижевност, писац Орхан Памук 2005. оптужен за издају због чега је напустио земљу, док је новинар Хрант Динк осуђен на 6 месеци затвора. Динк је убијен почетком 2007. године у Истанбулу.
Званичне турске власти признају да су у том периоду почињени злочини над јерменским становништвом, али се избегава употреба термина геноцид. Тако је бивши турски амбасадор у Шпанији и Немачкој Волкан Вурел, изјавио да турска држава треба да се извини Јерменима и Грцима за оно што се дешавало на територији турске државе током 1915. године. Турски званичници сматрају да је кроз историју небројен број пута доказана „толерантност турских народа према мањинама”, а посебно према Јерменима, и да је самим тим било немогуће постојање организоване намере потпуног уништења јерменског становништва у земљи.
Године 2005. у Турској је покренута иницијатива која је требало да одговори на јерменске оптужбе у вези са злочинима из 1915, и да би у ту сврху најбоље било користити архивску грађу из турских, јерменских и других извора, а која се односи на тај период. Тадашњи јерменски председник Роберт Кочарјан одбио је ту иницијативу Турске сматрајући да су политичари ти који морају решавати билатералне проблеме између две земље. Тадашњи турски министар спољних послова Абдулах Гул позвао је све водеће светске силе да се на научном нивоу „укључе у решавање те трагедије и омогуће успостављање билатералних односа између две земље”. Реџеп Тајип Ердоган је 2007. као премијер Турске позвао све државне институције да за злочине из 1915. убудуће користе фразу Догађаји из 1915. (тур. 1915 Olayları) уместо до тада коришћеног термина  геноцид (тур. sözde Ermeni Soykırımı).

... Стварајући лажну слику о несрећном и сиромашном јерменском народу, они су намерно фалсификовали догађаје који су се десили почетком века, прогласивши тако жртвама геноцида оне који су починили геноцид....

 Указ председника Азербејџана Хејдара Алијева „О геноциду над Азерима” (фрагмент)
Званичан став Републике Азербејџан је да се током 1915. на подручју Османске Империје није десио геноцид на Јерменима, а према званичном државном ставу чији творац је био бивши председник Хејдар Алијев, Геноцид над Јерменима је историјски фалсификат, а историјска истина је да се на подручју Јужног Закавказја почев од 1813. десио Геноцид над Азербејџанцима који су заједнички спровеле јерменске и руске власти. Исти став има и Азербејџанска академија наука која сматра да је Геноцид над Јерменима историјски фалсификат направљен с циљем скривања праве истине и истинских жртава (азербејџански прим. прев.).

## Спомен-парк у Јеревану
Кад се 1965. обележавала 50. годишњица геноцида, јавила се замисао о постављању споменика, који је по нацртима архитеката Калашјана и Мкртчјана две године касније постављен на брду Цицернакаберд над кланцем реке Храздан. Обелиск висок 44 метра симболизује препород Јермена, а 12 блокова постављених у круг представља 12 изгубљених покрајина на подручју данашње Турске. Унутар тог круга гори вечна ватра. Од споменика води парк са зидом дугим 100 метара на којем пишу имена крајева за које се зна да су се у њима вршили покољи. На крају тог парка је 1995. године отворен мали музеј с основним подацима о догађајима, као и фотографијама немачких фотографа (турских савезника у Првом светском рату) и публикација о геноциду на разним језицима. Покрај музеја је простор где страни државници саде спомен-дрвеће.

## Обележавање
Јермени сваке године обележавају дан геноцида бројним манифестацијама. Годинама покушавају да наведу Турску на признавање овог догађаја. Примера ради, за 90. годишњицу 2005. године, на јерменским ТВ каналима могло се видети како су у главном граду Јеревану стотине хиљада људи обишле меморијал и око вечне ватре поставили зид направљен од цвећа. Истовремено, у Лос Анђелесу, где живи велик број Јермена, протестовали су у колонама користећи панкарте.